# Emily Stackhouse
Emily Stackhouse (15 de julio de 1811 – 1 de abril de 1870) fue una artista botánica británica y recolectora de especímenes vegetales. Recogió y pintó flores y musgos por todas las islas británicas, y su trabajo fue ampliamente reproducido en una serie de libros populares, como por ejemplo los emitidos por la Society for Promoting Christian Knowledge. 
Muchas de sus acuarelas muestran que había recogido y representado plantas específicas años antes de su descubrimiento acreditado en Cornualles; y, hoy se reconoce que ella recogió y clasificó casi todos los musgos británicos.

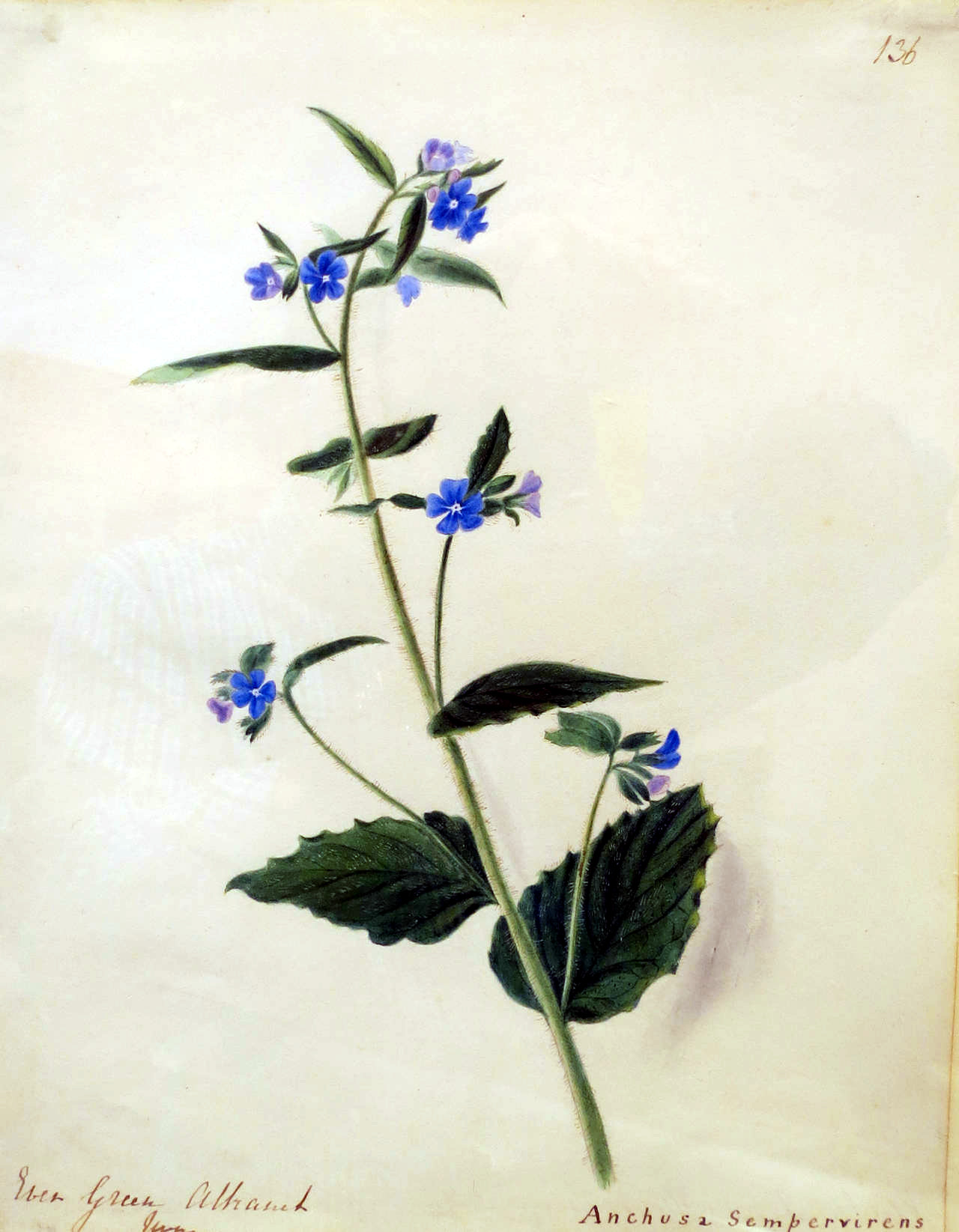
Siempre verde Alkanet - Anchusa semperviren, por Stackhouse

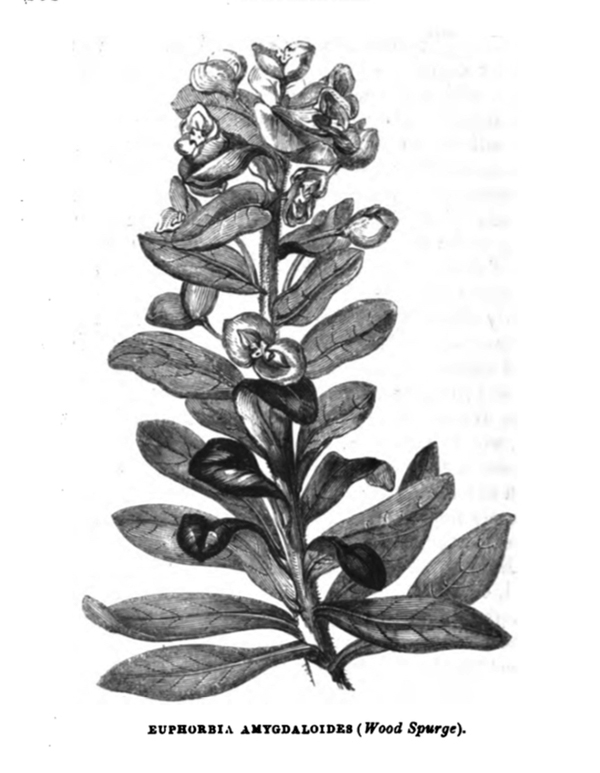
Euphorbia amygdaloides madera spurge por Stackhouse para Flores del Campo

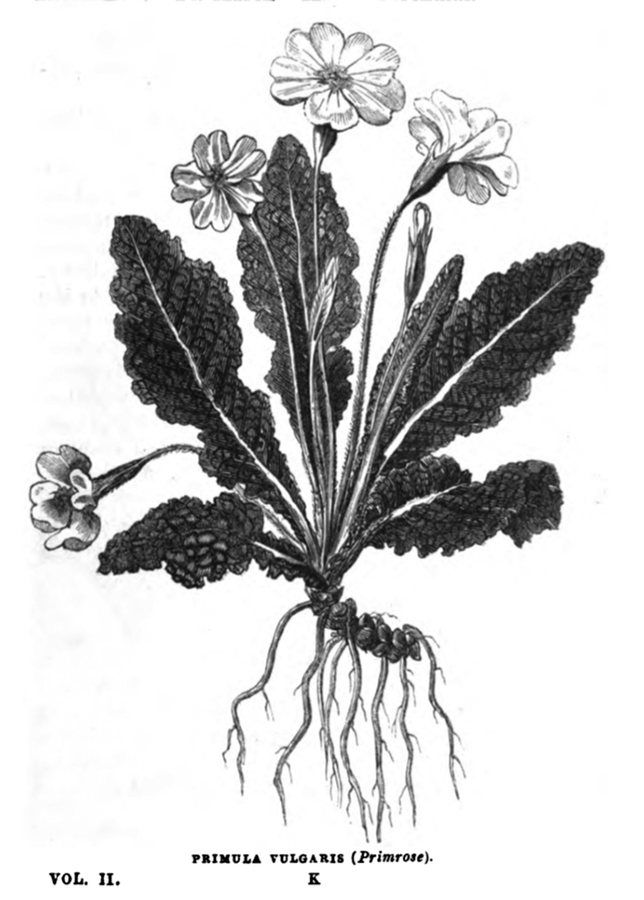
Primula vulgaris O prímula por Stackhouse para Flores del Campo

## Familiar
Emily nació el 15 de julio de 1811 en Modbury, Devon, una de seis niños del Rev. William Stackhouse III y Sarah Stackhouse. Los Stackhouses eran una familia antigua de Cornualles que incluía muchos naturalistas; su tío abuelo era el botánico John Stackhouse. Emily pudo haber vivido por un tiempo con su primo segundo Frances Stackhouse Acton, un botánico y artista botánico cuyo padre era Thomas Andrew Knight también un botánico.  Ella también frecuentemente pasaba tiempo, con William Rashleigh, un miembro del Parlamento, y naturalista quién se casó con una de sus tías.
En 1830, el padre de Emily heredó a Trehane, una gran propiedad con la mansión Reina Ana; y, unos cuantos años más tarde la familia se instaló allí. En 1946, la casa solariega se quemó, y la granja Trehane Barton, ahora es un Sitio listado de Interés Científico Especial. Entre los vecinos cercanos a los Stackhouse, en Trehane, se hallaban los botánicos amateurs John y Mary Esther Hawkins; nietos del botánico Humphry Sibthorp.

## Obra botánica
Emily pintó más de 620 acuarelas de plantas desde la naturaleza; y, reunió  colecciones de musgos, flores, y hierbas, viajando por todas partes de las islas británicas para hacerlas. Sus pinturas son notables por su precisión, detalles, y exactitud de color. Cada una tiene inscrito los nombres ingleses y latinos de la planta y normalmente ubicación y fecha. Muchas de sus acuarelas muestran que las recogió y representó a plantas específicas años antes de su descubrimiento acreditado en Cornualles.
En 1846 y otra vez en 1853, sus acuarelas botánicas ganaron una medalla de bronce en la competición de historia natural del Real Cornwall Polytechnic su exposición anual.
En algún momento de mediados de los 1840s, el botánico Charles Alexander Johns vio sus acuarelas y le preguntó para interesarla en proporcionar ilustraciones para una serie de historia natural popular, que publicaría a través de la Society for Promoting Christian Knowledge. Los primeros dos fueron Árboles de Bosque de Gran Bretaña (1847) y A Week at the Lizard (1848, centrando en la península Lizard en Cornualles); en ambos, algunas de las ilustraciones eran grabados basados en acuarelas de Stackhouse, no acreditadas, pero si firmadas 'E.S.' Luego seguido por el mejor libro de Johns, Flores del Campo, publicado en dos volúmenes en 1851 con más de 200 ilustraciones no acreditadas por Stackhouse. Referido a como "la biblia del botánico amateur," fuese un éxito tal, que tuvo más de 50 ediciones y siguió imprimiéndose un siglo después de su primera salida. Además, después de que Johns y Stackhouse habían muerto, la SPCK continuó utilizando las imágenes de Stackhouse, en otros libros; se estima que imprimieron en al menos 15 y cuanto mucho unos 30 libros diferentes hacia fines del siglo XIX.
Emily más tarde ofreció muchos de sus dibujos al botánico y director de Kew Gardens William Hooker para su uso.
Su visión empezó a fallar a fines de los años 1850, tras lo cual cambió su atención, y empezó a recoger plantas. Stackhouse suministró especímenes a la botánica Elizabeth Andrew Warren para un planeado herbario de plantas de Cornualles. Clasificó y donó al Museo británico de Historia Natural una colección de especímenes de hierbas que había traído un sobrino en India. También recogió musgos; y, escribió sobre ellos en la Revista de la Institución Real de Cornualles. Se reconoció mucho más tarde que sus recolecciones y clasificaciones lo había hecho "virtualmente de cada musgo británico."
En ese periodo, también completó su colección de acuarelas que llenó tres volúmenes.
En 1869, Emily padeció un ataque cardíaco y una parálisis; y, murió un año más tarde, el 1 de marzo de 1870 en Truro, Cornualles.

## Otras lecturas
- Evans, Clifford. "Campo olvidado". Country Life, 6 de julio de 1995.